# Mạc Đĩnh Chi
Mạc Đĩnh Chi 莫挺之 (1272-1346) est un mandarin confucéen de haut rang de l'époque de la dynastie Tran au Đại Việt (ancien nom du Viêt Nam à l'époque). Il était poète et lettré et dut remplir les fonctions de ministre et d'ambassadeur auprès de la dynastie des Yuan.

## Biographie
Il naquît dans un village de l'actuelle province de Hải Dương. Il était très laid, mais extrêmement intelligent.
Mạc Đĩnh Chi entra d'abord dans une école confucéenne tenue par le deuxième fils de l'empereur, puis entra au collège des Fils de la Nation, dont il devint - à vingt-quatre ans - le meilleur lauréat parmi trois cent cinquante candidats et les quarante-trois admis du concours des mandarins. Ce concours extrêmement difficile comportait des épreuves de dissertations philosophiques, de compositions poétiques, de rédactions d'ordonnances, etc. devant un jury composé de grands lettrés confucéens. Il fut tellement distingué qu'il obtint le plus haut titre de docteur 状元 et la faveur d'être introduit à la Cité impériale de Thang Long par la porte du Dragon et à se promener pendant trois jours dans les jardins de l'empereur Trần Anh Tông. Il fut ensuite admis aux archives impériales où il se fit remarquer par ses qualités. Il devint ensuite ministre.
Il dirigea à deux reprises une ambassade en Chine.
Pendant sa longue carrière, il servit trois empereurs successifs. Il était apprécié pour son extrême probité.
Son épigramme (phu) Fleur de lotus dans un puits de jade est un poème encore célèbre de nos jours. Adressée dans sa jeunesse à l'empereur, avant sa nomination au titre de docteur, elle est composée dans un style élégant, avec une pointe d'amertume. En effet, il était mal vu du roi à cause de sa laideur. Dans ce poème, il se compare à une fleur de lotus délaissée, et obtient la faveur du souverain grâce à la beauté de sa prose rythmée.
Alors qu'il menait une ambassade auprès de l'empereur mongol Nguyên, une princesse mourut et il lui fut demandé de composer une ode funèbre en caractères nhất, ce qu'il fit aussitôt.
Mạc Đĩnh Chi est l'ancêtre de Mạc Đăng Dung (1483 ? - 1541) qui renversa la dynastie Lê.
L'ancien cimetière catholique de la plaine des Tombeaux, construit par les Français en 1859 à Saïgon, est rebaptisé de son nom en 1955 (après l'indépendance), mais le comité populaire d'Hô-Chi-Minh-Ville (nom officiel de Saïgon à partir de 1976) a ordonné de le raser au bulldozer en 1983, pour effacer la trace de ce passé colonial et des tombes de personnalités qui s'y trouvaient.